# Kulhavý ďábel (román)
Kulhavý ďábel (ve francouzském originále Le Diable boiteux) je satirický román francouzského spisovatele Alaina-Reného Lesageho, který vyšel poprvé v roce 1707. Odhaluje tehdejší společenské mravy.

Volně navazuje na dílo El diablo cojuelo španělského dramatika a romanopisce Luise Véleze de Guevary z roku 1641.
Česky kniha vyšla v roce 1922 v nakladatelství Jana Laichtera i pod názvem Chromý čert.

## Postavy
- démon Asmodej
- don Kleofáš Leandro Perez Zambullo
- donna Thomasa

## Děj
Student slavné univerzity v Alcalá de Henares don Kleofáš Leandro Perez Zambullo je na útěku před raubíři, kteří ho měli donutit ke sňatku s donnou Thomasou a náhodou skončí v prázdném obydlí astrologa a alchymisty. Tam osvobodí vězně ze zapečetěné lahvičky, ze kterého se vyklube kulhavý ďábel Asmodej. Ten vezme z vděčnosti svého osvoboditele na neobyčejnou a dobrodružnou cestu. Zavede ho do nejvyšší věže v Madridu. Nadzdvihuje střechy madridských domů a ukazuje donu Kleofášovi, jak lidé opravdu žijí a jací ve skutečnosti jsou. Student tak poznává celou řadu lidských charakterů od lakomců, šejdířů, pokrytců, vězňů, lidí vykoupených ze zajetí, podivínů, šílenců i zločinců. Touto exkurzí se seznamuje s poměry v různých společenských vrstvách.

## Filmová adaptace
- Kulhavý ďábel – filmová hudební komedie slovenského režiséra Juraje Herze z roku 1968[1]